# Stenamma longinoi
Stenamma longinoi (лат.) — вид мелких муравьёв рода Stenamma из подсемейства Myrmicinae (Formicidae). Северная Америка: южная Мексика.

## Описание
Мелкие муравьи, длина около 3 мм. Общая окраска тела от тёмно-коричневого до красновато-коричневого цвета, ноги и усики более светлые — светло-коричневые. Длина головы рабочего (HL) 1,02—1,13 мм (ширина головы, HW — 0,92—1,05 мм). Длина скапуса усиков рабочего (SL) — 0,79—0,85 мм. Головной индекс (CI=HW/HL × 100) — 91—93, Индекс скапуса (SI=SL/HW × 100.) — 81—88. Усики 12-члениковые (булава из 4 сегментов). Глаза мелкие (до 7 омматидиев в самой широкой линии) расположены в переднебоковых частях головы. Жвалы с 6 зубцами (из них 4 апикальных). Клипеус в передней части с 2—4 мелкими тупыми выступами — зубцами. Стебелёк между грудкой и брюшком состоит из двух сегментов (петиоль + постпетиоль). Встречаются в тропических мезофильных лесах на высотах около 1680 м. Вид близок к видам Stenamma leptospinum, Stenamma manni, Stenamma muralla, но отличается пунктировкой и опушением. Вид был впервые описан в 2013 году американским мирмекологом Майклом Бранштеттером (Michael G. Branstetter; Department of Entomology, Калифорнийский университет в Дэвисе и Национальный музей естественной истории, Смитсоновский институт, Вашингтон, DC, США) и назван в честь мирмеколога Джона Лонгино (J. T. Longino), собравшего типовую серию.